# قاسم أباد يلمة ساليان (المزرعة الشمالية)
قاسم أباد یلمة سالیان (بالفارسية: قاسم‌آباد یلمه‌سالیان) هي قرية تقع في إيران في قسم المزرعة الشمالیة الريفي. يقدر عدد سكانها بـ 422 نسمة بحسب إحصاء 2016.